# Maxim Burghardt
Maxim Burghardt (* 30. November 2004 in Daun) ist ein deutscher Fußballspieler, der als rechter Verteidiger für den FC Erzgebirge Aue in der 3. Liga spielt.

## Karriere
Burghardt begann seine fußballerische Laufbahn beim TuS Daun, bevor er 2017 in die Jugendabteilung von Eintracht Trier wechselte. Ab 2023 wurde er fester Bestandteil der Oberliga-Mannschaft. In der Saison 2023/2024 absolvierte er 34 von 38 Spielen, erzielte drei Tore und bereitete sieben weitere Treffer vor. Mit Eintracht Trier wurde Burghardt in dieser Saison Meister der Oberliga Rheinland-Pfalz/Saar und feierte den Aufstieg in die Regionalliga Südwest.
Im Juni 2024 wechselte Burghardt zum FC Erzgebirge Aue in die 3. Liga und unterschrieb einen Vertrag bis Juni 2027.